# Ventrikelsystem
Ventrikelsystemet er en gruppe strukturer i hjernen indeholdende cerebrospinalvæske. Systemet er forbundet med centralkanalen i rygmarven. Ventriklernes indre er beklædt med et lag af epitelvæv kaldt ependym.

## Opbygning
Systemet består af fire ventrikler:
- Venstre og højre (første og anden) lateralventrikel
- Tredje ventrikel
- Fjerde ventrikel

Talrige små huller eller foramina forbinder de enkelte ventrikler. Af de nedenfor listede henregnes dog kun de to første til ventrikelsystemet:
| Navn                                                        | Fra                 | Til                                                                           |
| ----------------------------------------------------------- | ------------------- | ----------------------------------------------------------------------------- |
| Venstre og højre Foramen interventriculare (Foramen Monroi) | Lateralventriklerne | Tredje ventrikel                                                              |
| Aquaeductus mesencephali                                    | Tredje ventrikel    | Fjerde ventrikel                                                              |
| Apertura mediana                                            | Fjerde ventrikel    | Subaraknoidalrummet/Cisterna magna                                            |
| Venstre og højre Apertura lateralis                         | Fjerde ventrikel    | Subaraknoidalrummet/den store hjernevenes cisterne (Cisterna quadrigeminalis) |

## Figurer
- Ventriklerne set bagfra (posteriort)
- Ventriklerne set fra siden (lateralt)